# Segl (redskab)
 For alternative betydninger, se Segl. (Se også artikler, som begynder med Segl)
Seglen er et af de ældste redskaber i landbruget. Allerede de første landbrugskulturer (som Jeriko) brugte tildannede flintredskaber, der skar kornakset fra strået.
Først i Middelalderen blev seglen erstattet af leen, der var udviklet til slåning af enghø.